# Franz Amrehn

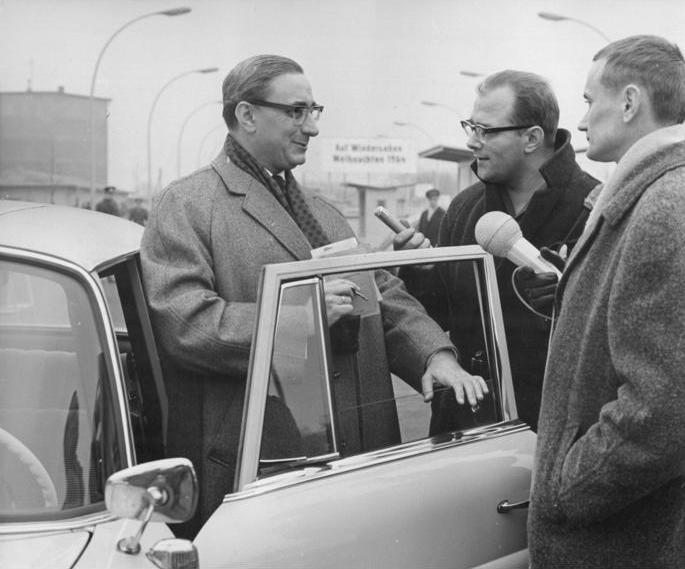
Franz Amrehn (links) bei einem Besuch in Ost-Berlin (1964)

Franz Klemens Amrehn (* 23. November 1912 in Berlin; † 4. Oktober 1981 in West-Berlin) war ein deutscher Politiker (CDU). Er war von 1950 bis 1969 Mitglied des Berliner Abgeordnetenhauses, dort von 1963 bis 1969 Vorsitzender der CDU-Fraktion, von 1961 bis 1969 CDU-Landesvorsitzender in West-Berlin und von 1969 bis zu seinem Tod Mitglied des Deutschen Bundestages. Als Bürgermeister von Berlin gestaltete er von 1955 bis 1963 mit dem Regierenden Bürgermeister Willy Brandt (SPD) wesentlich die West-Berliner Nachkriegspolitik.

## Leben und Wirken
Franz Amrehn war der Sohn von Sebastian Amrehn, der 1905 seinen fränkischen Heimatort Oberleinach bei Würzburg verließ und in Berlin eine Schneiderei eröffnete. Seine Mutter starb mit 34 Jahren, als Franz Amrehn sieben Jahre alt war und in Oberleinach zur Schule ging, wo seine Großeltern und die sieben Geschwister seines Vaters lebten. Sein Leben lang blieb Amrehn Oberleinach verbunden. Nachdem ihn sein Vater nach Berlin geholt hatte, besuchte er die Hindenburg-Realschule und danach das Siemens-Reform-Realgymnasium in Berlin. Er bestand im Jahr 1932 das Abitur und absolvierte eine Banklehre bei der Dresdner Bank. Bis zu Beginn des Zweiten Weltkriegs arbeitete er dort als Bankkaufmann und war danach bis 1945 Soldat. 
Im Jahr 1945 kehrte er im Rang eines Oberfeldwebels schwer verwundet aus dem Krieg zurück. Er studierte nach Kriegsende Rechtswissenschaften und war daneben Geschäftsführer eines Berliner Bauunternehmens. Im Jahr 1952 hatte er beide Staatsprüfungen abgelegt und wurde als Rechtsanwalt zugelassen. Ab 1964 war er auch Notar. Von 1949 bis 1967 war Amrehn stellvertretender Vorsitzender des Gesamtverbandes katholischer Kirchengemeinden von Groß-Berlin.
Seit 1937 war er mit Else Amrehn geb. Trettin (1913–1999) verheiratet. Das gemeinsame Grab befindet sich auf dem Friedhof Steglitz (Lage: Abt. II h, 1. Wahlreihe Osten Nr. 18).

## Politik

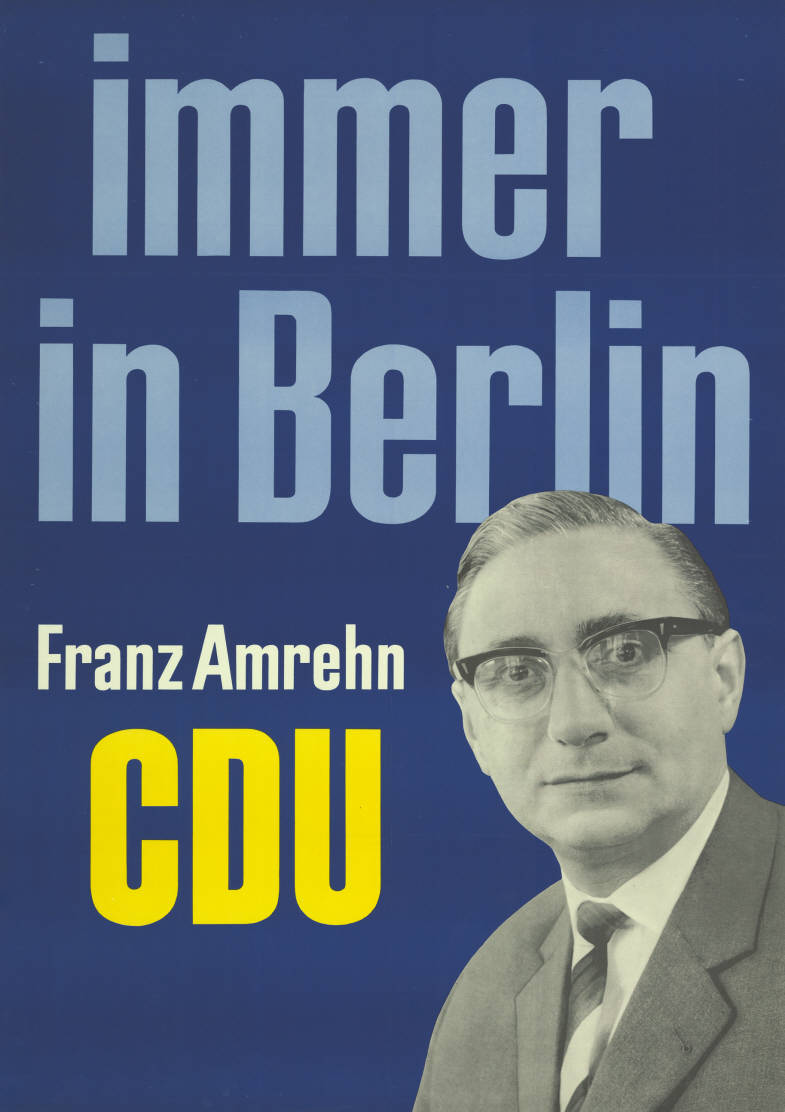
Franz Amrehn auf einem Wahlplakat zu den Abgeordnetenhauswahlen in West-Berlin 1963

### Landespolitik in Berlin
Amrehn trat 1945 der CDU bei und war von 1946 bis 1948 Bezirksverordneter im Berliner Bezirk Steglitz. 1947 beteiligte er sich an der Gründung des RCDS. Bei der Wahl 1950 wurde er in das Berliner Abgeordnetenhaus gewählt, wo er von 1952 bis 1955 Vizepräsident war. Dem Abgeordnetenhaus gehörte er noch bis 1969 an, währenddessen war er von 1961 bis 1969 erster Landesvorsitzender der CDU in Berlin, nachdem er zuvor bereits drei Jahre zweiter Vorsitzender gewesen war. Von 1961 bis 1973 gehörte er auch dem Bundesvorstand an.
Nach der Wahlniederlage Walther Schreibers bei Wahl 1954 bildete der neue Regierende Bürgermeister Otto Suhr (SPD) trotz einer Mehrheit für die SPD von 64 Mandaten gegen 63 Mandate für CDU und FDP in Berlin eine große Koalition unter SPD-Führung. Dem neuen Senat gehörte Amrehn als Bürgermeister an. Nach dem Tod Otto Suhrs am 30. August 1957 nahm er bis zur Wahl Willy Brandts zum Nachfolger Suhrs kommissarisch die Amtsgeschäfte des Regierenden Bürgermeisters von Berlin wahr.
Bei der Wahl 1958  war Amrehn erstmals Spitzenkandidat seiner Partei und somit Herausforderer Willy Brandts. Die Berliner CDU legte zwar um 7,3 Prozentpunkte auf 37,7 % zu, gleichzeitig aber erzielte die SPD mit einem Stimmenzuwachs von 8,0 Prozentpunkten und einem Endergebnis von 52,6 % die absolute Mehrheit. Obwohl die FDP an der Fünfprozenthürde scheiterte und somit nur SPD und CDU im Berliner Parlament vertreten waren, setzte Brandt vor dem Hintergrund des Chruschtschow-Ultimatums seine Große Koalition fort. Amrehn blieb als Bürgermeister im Senat.
Bei der Wahl 1963 war Amrehn erneut Spitzenkandidat seiner Partei und erneuter Herausforderer Brandts. Unmittelbar zuvor drohte die Koalition zu platzen, da die CDU sich weigerte, einem geplanten Treffen Brandts mit Nikita Chruschtschow zuzustimmen. Weite Teile der Berliner sahen darin eine vergebene Chance, wieder Bewegung in die festgefahrene Berliner Situation zu bringen. Die CDU sackte um 8,9 Prozentpunkte ab (28,8 % der Stimmen), während die SPD um 9,3 Prozentpunkte auf 61,9 % der Stimmen zulegte. Die CDU ging daraufhin in die Opposition, Amrehn wurde Oppositionsführer.
Bei der Wahl 1967 trat er zum dritten Mal als Spitzenkandidat der CDU an, diesmal gegen den neuen Regierenden Bürgermeister Heinrich Albertz (SPD). Obgleich die CDU einen Teil der Verluste der letzten Wahl wettmachen konnte und sich auf 32,9 % der Stimmen verbesserte, konnte die SPD ihre absolute Mehrheit mit 56,9 % der Stimmen deutlich behaupten und Amrehn blieb bis 1969 Fraktionsvorsitzender. Von 1972 bis 1980 war er Mitglied des Vorstandes der CDU/CSU-Fraktion.

### Bundespolitik und Europapolitik
Im Zuge der Bundestagswahl 1969 wurde Amrehn vom Berliner Abgeordnetenhaus in den Deutschen Bundestag entsandt. Er gehörte vom 20. Oktober 1969 bis zu seinem Tod am 4. Oktober 1981 für Berlin als nicht voll stimmberechtigter Abgeordneter dem Parlament an. In allen Wahlperioden war er ordentliches Mitglied des Auswärtigen Ausschusses. Amrehn bereiste 1972 sechs afrikanische Länder, darunter Nigeria, Kamerun und Togo. Im Sinne guter Beziehungen der Bundesrepublik zu den in die Unabhängigkeit entlassenen Staaten Afrikas unterstützte er anschließend die Bitte Nigerias um Dauerleihgabe einiger Benin-Bronzen aus der Sammlung der Staatlichen Museen zu Berlin (West), was diese und die Stiftung Preußischer Kulturbesitz jedoch strikt ablehnten.
Amrehn war von 1970 bis 1981 Mitglied der Parlamentarischen Versammlung des Europarats und gehörte zeitweise auch der Versammlung der Westeuropäischen Union an, in der er von 1972 bis 1976 die deutsche Bundestagsdelegation leitete und von 1973 bis 1977 Vorsitzender der Fraktion der Christlichen Demokraten und britischen Konservativen war. Von 1977 bis 1981 war Amrehn Ratsmitglied der Interparlamentarischen Union.
Sein Nachlass wird vom Archiv für Christlich-Demokratische Politik verwaltet.

## Ehrungen

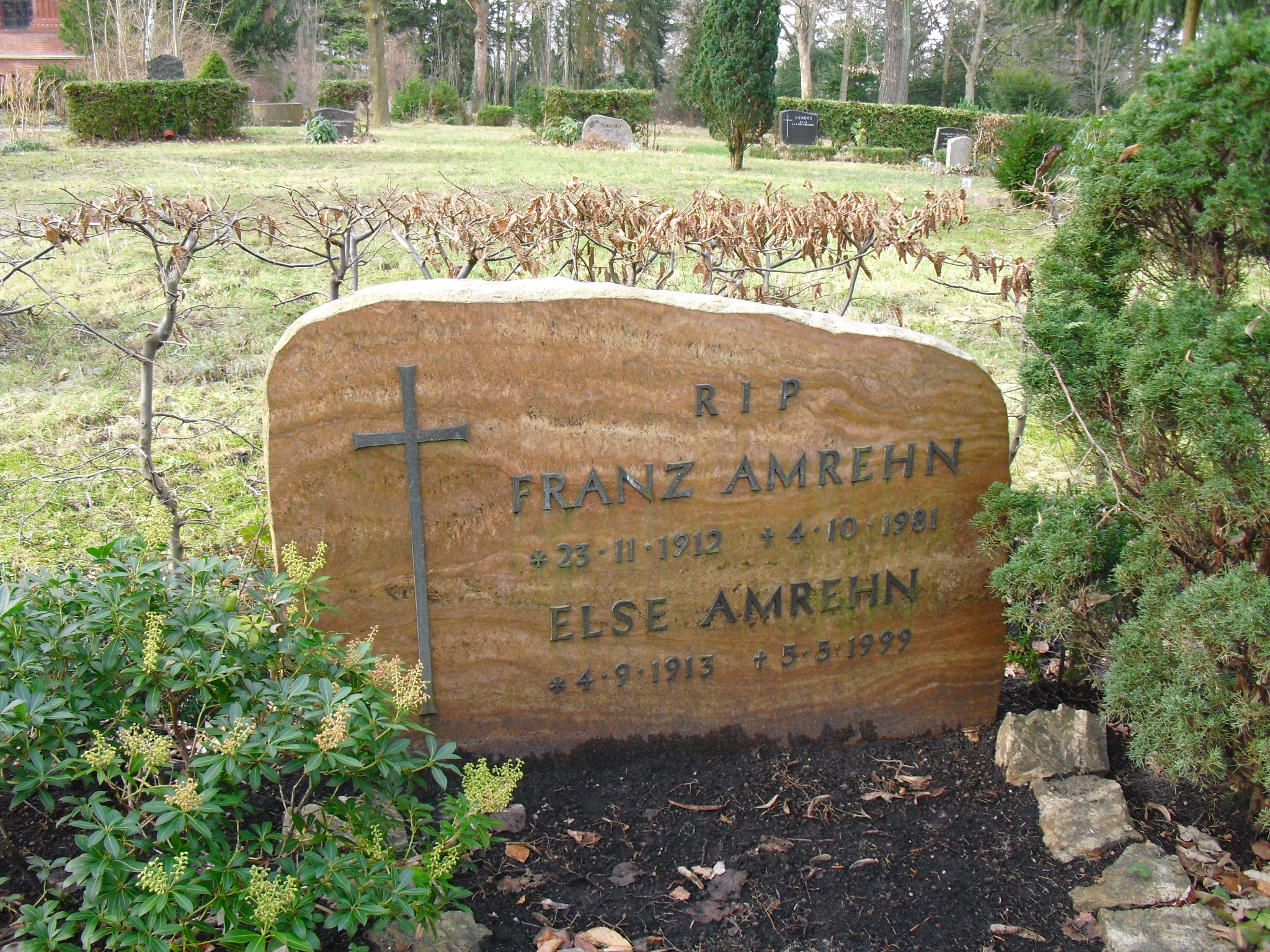
Grabstein auf dem Friedhof Steglitz

Im Jahr 1962 wurde er Ehrenbürger von Rhodos, im selben Jahr erhielt er auch das Große Silberne Ehrenkreuz der Republik Österreich und 1963 das Große Verdienstkreuz mit Stern und Schulterband der Bundesrepublik Deutschland. 1961 erhielt er das Große Silberne Ehrenzeichen am Bande für Verdienste um die Republik Österreich. 1979 wurde er mit der Ernst-Reuter-Plakette des Landes Berlin ausgezeichnet.
Zu Amrehns 30. Todestag 2011 wurde ein Platz in Berlin-Steglitz nach ihm benannt.